# Тварина (фільм, 2001)
Тварина (англ. The Animal) — американська кінокомедія 2001 року режисера Люка Грінфілда. У головних ролях знялися Роб Шнайдер, Джон Макгінлі та Едвард Аснер. В епізодичній ролі знявся Адам Сендлер, який також став продюсером фільму.

## Сюжет
Марвін плекає мрію стати поліцейським, проте його фізичні і розумові дані не дозволяють йому це здійснити. Його шанси помітно зростають, коли він потрапляє в автокатастрофу, адже для реабілітації Марвіна учений з секретної лабораторії пересаджує йому органи різних тварин. Після імплантації Марвін миттєво стає суперкопом. І все було б чудово, тільки тваринні інстинкти несподівано починають брати верх. До всього іншого Марвін раптово закохується в дівчину, що працює в притулку, і тепер йому необхідно перемогти свою звірячу натуру, щоб довести своїй коханій, що він справжній джентльмен.

## У ролях
| Актор           | Роль                 |
| --------------- | -------------------- |
| Роб Шнайдер     | Марвін Мендж         |
| Коллін Гаскелл  | Ріанна Гаммінгберд   |
| Джон Макгінлі   | сержант Дуглас Сіско |
| Гай Торрі       | Майлз                |
| Едвард Аснер    | шеф Вілсон           |
| Майкл Кетон     | доктор Вайлдер       |
| Луїс Ломбарді   | Товстун              |
| Норм Макдональд | мафіозі              |
| Джон Фарлі      | мафіозі              |
| Адам Сендлер    | Тоуні                |
| Скотт Вілсон    | мер                  |